# Vrede
Vrede este un oraș din Africa de Sud.